# 드릴 다운
드릴 다운(Drill down)은 가장 요약된 레벨로부터 가장 상세한 레벨까지 차원의 계층에 따라 분석에 필요한 요약 수준을 바꿀 수 있는 기능이다. 고위관리자 뿐만 아니라 데이터 분석이 필요한 하위직원에게도 유용하다.